# Rio Grande Mud
| Recensione                        | Giudizio        |
| --------------------------------- | --------------- |
| AllMusic                          | [ 2 ]           |
| Robert Christgau                  | C               |
| The New Rolling Stone Album Guide | [ 4 ]           |
| Sputnikmusic                      | 4.0 (Excellent) |
| Piero Scaruffi                    | [ 6 ]           |
| Dizionario del Pop-Rock           | [ 7 ]           |
| 24.000 dischi                     | [ 8 ]           |

Rio Grande Mud è il secondo album discografico della band rock texana ZZ Top, pubblicato dall'etichetta discografica London Records nell'aprile del 1972.
L'album raggiunse la posizione #104 della Chart statunitense Billboard 200.
Il brano contenuto nell'album e pubblicato anche in formato singolo, Francene, fu al sessantanovesimo posto della classifica Billboard The Hot 100.

## Tracce
Lato A
1. Francine – 3:33 (Steve Perron, Kenny Cordray, Billy Gibbons)
2. Just Got Paid – 4:49 (Billy Gibbons, Bill Ham)
3. Mushmouth Shoutin' – 3:41 (Bill Ham, Billy Gibbons)
4. Ko Ko Blue – 4:56 (Billy Gibbons, Bill Ham, Frank Beard)
5. Chevrolet – 3:47 (Billy Gibbons)

Lato B
1. Apologies to Pearly – 2:39 (Billy Gibbons, Bill Ham, Dusty Hill, Frank Beard)
2. Bar-B-Q – 3:34 (Bill Ham, Billy Gibbons)
3. Sure Got Cold After the Rain Fell – 7:39 (Billy Gibbons)
4. Whiskey 'n Mama – 3:20 (Billy Gibbons, Bill Ham, Frank Beard, Dusty Hill)
5. Down Brownie – 2:53 (Billy Gibbons)

- Il brano A1, nella versione del 1972 è riportato come Francene, nelle ristampe successive (su CD) come Francine

## Formazione
- Billy Gibbons - chitarra solista, chitarra slide, armonica a bocca e canto
- Dusty Hill - basso e canto (brani: Francine / Chevrolet / Down Brownie)
- Frank Beard - batteria

### Musicisti ospiti
- Pete Tickle - chitarra acustica (brano: Mushmouth Shoutin')

## Crediti tecnici
- Bill Ham - produttore
- Robin Brian - ingegnere del suono
- Bud Lee - foto di copertina
- Dennis Hunt - foto di retrocopertina
- Ringraziamenti a Bill Narum